# Heinrich Wilhelm Roth
Heinrich Wilhelm Roth (* 15. Oktober 1892 in München; † 8. Mai 1971 in Gauting) war ein deutscher Konstrukteur und Fabrikant von Schweißmaschinen.

## Leben
Nach dem Besuch der Grundschule, der sechsjährigen Handelsschule und der Ober-Realschule diente er als Einjähriger bei der Nachrichtentruppe in München und wurde als Unteroffizier entlassen. An der Technischen Hochschule in München absolvierte ein Ingenieurstudium in der Fachrichtung Maschinenbau und Elektrotechnik. 
Im August 1914 wurde er zu den Funkern eingezogen und im November 1918 als Oberleutnant der Reserve entlassen.
Da er in seinen Semesterferien als Praktikant bei der Firma Adolf Pfretzschner (Peco) in München-Pasing gearbeitet hatte, bekam er dort eine Anstellung und lernte dort die elektrische Widerstandsschweißtechnik kennen. 
1921 machte ihm die Firma Deutsche Schweißmaschinen (Desfa) in Düsseldorf ein Angebot und er arbeitete für sie als Verkaufsleiter, kurz darauf übernahm er die Technische Leitung.
1926 begann er bei der Firma Miebach in Dortmund als Technischer Leiter und entwickelte deren komplettes Schweißmaschinen-Programm.
1929 ging er für Miebach nach Kanada. Die dortigen Vertreter der Firma erhofften sich Marktchancen deutscher Maschinen für den Export in die USA.
Es gelang ihm, die gesamte Autoindustrie als Kunden zu gewinnen.
Roth wechselte 1934 in die USA und gründete in Detroit die "Roth-Welding-Engineering Co.", in der er für die Firmen Chrysler, Ford und General-Motors hydraulische Vielpunkt-Schweißmaschinen unter dem Namen "Hydromatic" entwickelte. Später verbesserte er die Hydromatic-Technik und erreichte eine fünffach höhere Leistung. Diese wurden auch in der Flugzeug-, Eisenbahn-, Landmaschinen- und Haushaltswaren-Industrie eingesetzt.
1937 erschienen Ferdinand Porsche und Direktor Dyckhoff vom Volkswagenwerk im Roths Detroiter Firma. Sie hatten seine automatischen Schweißmaschinen bei Ford gesehen. Man besuchte gemeinsam auch Chrysler und General-Motors und dann meinte Ferdinand Porsche: "Das war interessanter, als ich erwartet hatte. Können Sie nicht nach Deutschland zurückkommen, um uns bei der Fertigung unseres Volkswagens zu beraten?"
Roth verkaufte seine Firma und seine amerikanischen Patente und kam im Herbst 1938 zurück nach Deutschland. In Frankfurt/Main gründete er die Firma "Roth-Electric, Heinrich Wilhelm Roth". Der Entwurf für eine Vielpunktschweißmaschine für den Volkswagen wurde vorangetrieben. Dann brach der Krieg aus.
Roth kehrte in seine Münchener Heimat zurück. Von seiner Tante, Frau Maria Gleixner, kaufte er ein Grundstück in Gauting und begründete die Roth-Electric. Mit einer Maschinenhalle aus Holz und einer Baracke als Büro ging es los. Gezwungenermaßen fertigte er zunächst Spezialmaschinen für Wernher von Braun. Als die Peco in Pasing ausgebombt wurde, gewährte er ihr Zuflucht in seinen Gebäuden.
Erst nach Kriegsende konnten wieder Schweißanlagen für die Autoindustrie gebaut werden. Mit der Autoindustrie wuchs auch die Firma Roth-Electric bis auf über 250 Mitarbeiter an. 1959 erlitt Roth einen Herzinfarkt. Danach konnte er seine leitende Tätigkeit nicht mehr ausüben. Die zur Quandt-Gruppe gehörende IWKA in Karlsruhe machte ihm das Angebot, die Majorität der Aktien zu übernehmen. Roth stimmte zu und wurde Mitglied des Aufsichtsrats. Die Firma wurde in "Roth-Electric GmbH" um benannt. Neue Fabrikgebäude entstanden. Das Produktangebot wurde erweitert und mit einer Spezialmaschine für Drahtgitter und Baustahlmatten konnte sich die Roth-Electric in der Welt einen Namen machen. Der Export bis Südafrika und Ostasien machte bis zu 40 % des Umsatzes aus.
Sein Freund Fritz von Opel nannte einmal ‚Mut und Bescheidenheit‘ Roths entscheidende Eigenschaften. Roth hatte ein breites humanistisches Bildungsniveau. Er malte, schrieb Bücher und hat einen Kulturpreis gestiftet. 1966 erschien ein Band Erzählungen von ihm, Heimkehr im April, darin geht es um die Bewahrung des Menschlichen im Zeitalter der Technik.
Am 8. Mai 1971 starb Roth in Gauting.
Zu seinen Freunden gehörte auch die Familie Junkers in Gauting.
Heinrich Wilhelm Roth war verheiratet mit Gertrud Roth, sie starb 1973.

## Leistungen
Roth hat während seines Aufenthalts in den USA durch seine wegweisenden Konstruktionen in der  Widerstandschweißtechnik in besonderem Maße dazu beigetragen, die erst junge Technik so weiterzuentwickeln, dass eine rationelle Serienfertigung von Karosserien im Automobilbau ermöglicht wurde. Er hat verschiedene neuartige Schweißsteuerungen entwickelt und bestehende verbessert.
Auch in Deutschland gehörte er zu den Pionieren der modernen Karosseriebau-Technik.

## Schriften
- Heimkehr im April. München: Osang, 1966.